# Segregação espacial

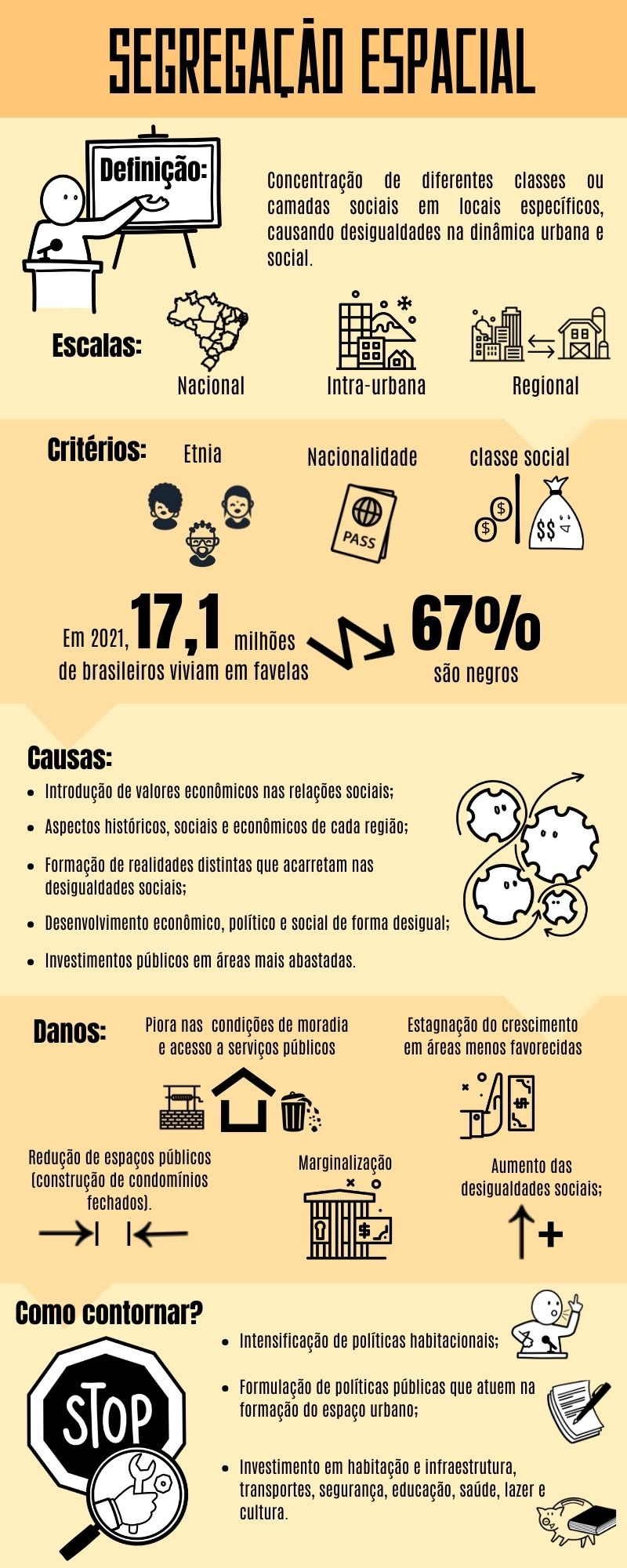
Infográfico contendo informações de causas, impactos, critérios, escalas e soluções relacionadas à segregação espacial.

No campo das ciências humanas, segregação espacial é a dignidade de grupos sociais ou étnicos dentro de um determinado retilíneo. Pode ocorrer em diferentes escalas, entre elas a infra-urbana, a urbana regional ou a nacional. Pode ser favorecida e legitimada socialmente, levando à formação de áreas segregadas, desiguais.
A segregação pode portanto obedecer a critérios de etnia, nacionalidade ou classe social e seu caráter espacial é fundamental. A segregação repousa antes de tudo, sobre um poder de excluir e frequentemente resulta da introdução de valores econômicos nas relações sociais […] [que] produz formas de poder se revelam favoráveis à sua expressão espacial.
Historicamente e em particular do século XVIII ao século XIX, a segregação foi considerada como instrumento de regulação social e de gestão urbana nas cidades na Europa.

## Segregação urbana
A ausência de segregação política não exclui a segregação espacial. Nas metrópoles brasileiras, predomina a segregação por classe social. Segundo o urbanista Flávio Pinto, (…) a segregação é um processo segundo o qual diferentes classes ou camadas sociais tendem a se concentrar cada vez mais em diferentes regiões gerais ou conjuntos de bairros da metrópole..
Quanto maiores diferenças de renda entre grupos e classes sociais, maiores as desigualdades das condições de moradia e de acesso a serviços públicos. A segregação pode ser reforçada pelo próprio poder público, quando prioriza investimentos nas áreas ocupadas pela população de mais alta renda, negligenciando ou simplesmente ignorando a parte ocupada pelos mais pobres. O Estado pode, no entanto, promover a qualificação das áreas mais carentes - através de investimentos em habitação e infraestrutura, transportes, segurança, educação, saúde, lazer e cultura  - atenuando a segregação espacial.
(…) Os bairros das camadas de mais alta renda tendem a se segregar (os próprios bairros) numa mesma região geral da cidade, e não a se espalhar aleatoriamente por toda a cidade. (…)— VILLAÇA
A criação de condomínios fechados é o exemplo mais frequente de segregação no espaço urbano. Impulsionada pelo medo da violência e pela busca de segurança e tranquilidade, esse fenômeno resulta em redução dos espaços públicos, ao restringir o acesso a determinadas áreas da cidade. Um outro exemplo, mais recente, é a construção de muros em torno de áreas consideradas inseguras ou perigosas, na cidade do Rio de Janeiro, que segrega comunidades inteiras.